# Sersj Sargsjan
Sersj Azati Sargsjan (armensk: Սերժ Ազատի Սարգսյան, født 30. juni 1954 i Stepanakert, Nagorno-Karabakh) er en politiker fra Armenien, der var Armeniens præsident fra 2008 til 2018. Han var også Armeniens premierminister fra 2007 til 2008 og igen i april 2018. Sersj Sargsjan er leder af det konservative politiske parti Hayastani Hanrapetakan Kusaktsutyun (Armeniens Republikanske Parti). 

## Biografi
Sargsjan fungerede i perioden fra marts 2007 til april 2008 som Armeniens premierminister. Han vandt præsidentvalget i Armenien i februar 2008, og tiltrådte i april 2008 som Armeniens præsident. Han var herefter igen kortvarigt premierminister fra den 17. til den 23. april 2018, hvor han trådte tilbage efter omfattende protester. .
Sersj Sargsjan er også formand for Armeniens Skakforbund.

## Eksterne links
- Wikimedia Commons har flere filer relateret til Sersj Sargsjan
- Officiel hjemmeside for Armeniens præsident
- Serzh Sargsyans biografi fra den officielle hjemmeside for Republican Party of Armenia Arkiveret 19. februar 2012 hos  Wayback Machine